# Governo australiano
Il governo dell'Australia (in inglese Australian Government o Federal Government of Australia), noto anche come Governo del Commonwealth (in inglese Commonwealth Government) è un organo del sistema politico australiano, composto dal Primo ministro dell'Australia e dai ministri, che a loro volta formano il gabinetto di governo, posto al vertice del potere esecutivo. Per il suo carattere federale, il paese ha due strutture governative: il governo nazionale (o federale) e vari governi sub-federali, ciascuno dei quali è considerato precedente alla nazione, esercitando tutti i poteri non espressamente delegati al governo federale.
Esso è sorto, nonostante la presenza di una Costituzione, grazie ad una prassi costituzionale importata direttamente dal Sistema Westminster, come dimostrano anche gli stessi Artt. 63-64 della Carta fondamentale, che parlano genericamente di “Consiglio esecutivo federale”.
Il governo attuale è il secondo governo di Anthony Albanese, entrato in carica il 13 maggio 2025 in seguito alle elezioni parlamentari del 2025.

## Funzionamento
La composizione del ramo esecutivo comprende, nel Primo ministro, i poteri di capo di governo, essendo a questi conferito formalmente il potere di amministrare e rappresentare gli interessi della nazione. Esso, il leader di partito o il capo della coalizione politica maggioritaria, è nominato dal Governatore generale dell'Australia tenendo conto della composizione della Camera dei rappresentanti, di cui il Primo ministro è per convenzione membro e verso cui è responsabile (sebbene la funzione legislativa sia esercitata anche dal Senato che, costruito come una “Camera di revisione”, raramente fornisce una maggioranza al Primo ministro, potendo così anche essere fautore, a pena di “doppia dissoluzione”, di contrasti con il governo, come nel caso della famosa Crisi costituzionale australiana del 1975).
Il Primo ministro non ha ufficialmente bisogno della fiducia parlamentare per entrare in carica (essendo presunta una maggioranza di parlamentari a supporto), ma può essere sfiduciato sia dall’Assemblea che, più spesso, dal suo stesso partito politico. Egli resta tuttavia in carica fino all’insediamento del suo successore.
I membri del gabinetto sono, invece, nominati direttamente dal Governatore generale su consiglio del Primo ministro e non necessitano di fiducia parlamentare.